# Chrysopa bullocki
Chrysopa bullocki is een insect uit de familie van de gaasvliegen (Chrysopidae), die tot de orde netvleugeligen (Neuroptera) behoort. 
Chrysopa bullocki is voor het eerst wetenschappelijk beschreven door Navás in 1933.